# Liparis insectifera
Liparis insectifera är en orkidéart som beskrevs av Henry Nicholas Ridley. Liparis insectifera ingår i släktet gulyxnen, och familjen orkidéer. Inga underarter finns listade i Catalogue of Life.